# Шабьер Лисарди
Шабьер Лисарди (баск. Xabier Lizardi) или Шабьер де Лисарди (баск. Xabier de Lizardi), настоящее имя Хосе Мария Агирре Эганья (баск. Jose Maria Agirre Egaña, исп. José María Aguirre Egaña; 18 апреля 1896, Сараус, Гипускоа, Испания — 12 марта 1933, Толоса, Гипускоа, Испания) — баскский писатель (поэт и драматург), журналист и общественный деятель.

## Биография
Родился 18 апреля 1896 года в Сараусе — по одним данным, в доме Эганья-Энеа (дом №7 по улице Нафарроа), по другим данным — на улице Асара. Был старшим сыном в семье Франсиско Марии Элеутерио Агирре Гойкоэчеа и Эмилии Нисеты Хулианы Касильды Эганьи Белаунсаран. На следующий день после рождения был крещён в церкви Святой Марии в Сараусе, получив имя Хосе Мария Висенте. В возрасте десяти лет переехал с семьёй в Толосу.
В 1917 году (в возрасте двадцати одного года) окончил юридический факультет Мадридского университета. Два года спустя начал работать на металлургическом заводе Perot в Толосе. В 1923 году стал управляющим завода Perot, в том же году женился на Франсиске (Паките) Эйсагирре. У них родилось семеро детей, трое из которых умерли в раннем возрасте.
В 1927 году участвовал в праздновании Дня баскского языка в Мондрагоне, где впервые использовал псевдоним Шабьер Лисарди (lizardi с баск. — «ясеневая роща»); в последнем письме, направленном в редакцию журнала Yakintza, Лисарди особо отметил, что все его литературные произведения на баскском языке следует подписывать именно этим псевдонимом. Кроме того, он пользовался и другими псевдонимами: Zarauztar Sabin, Samaiko Zulo и мононимом Lizardi.
С 1928 по 1930 год Лисарди был председателем общества поддержки и распространения баскского языка и баскской культуры Euskaltzaleak. Он принимал участие в различных проектах этого общества (создание газеты Euskal Egunkaria, учреждение Премии Кирикиньо в 1929 году и т.д.) Печатался в журналах и газетах Euzko Deya, Argia, Euzkadi, El Día, Amayur, Euskalerriaren Alde, Euskal Esnalea, Yakintza и Antzerti.
В 1932 году за статью Etxe barne bizia («Семейная жизнь») получил Премию Кирикиньо.

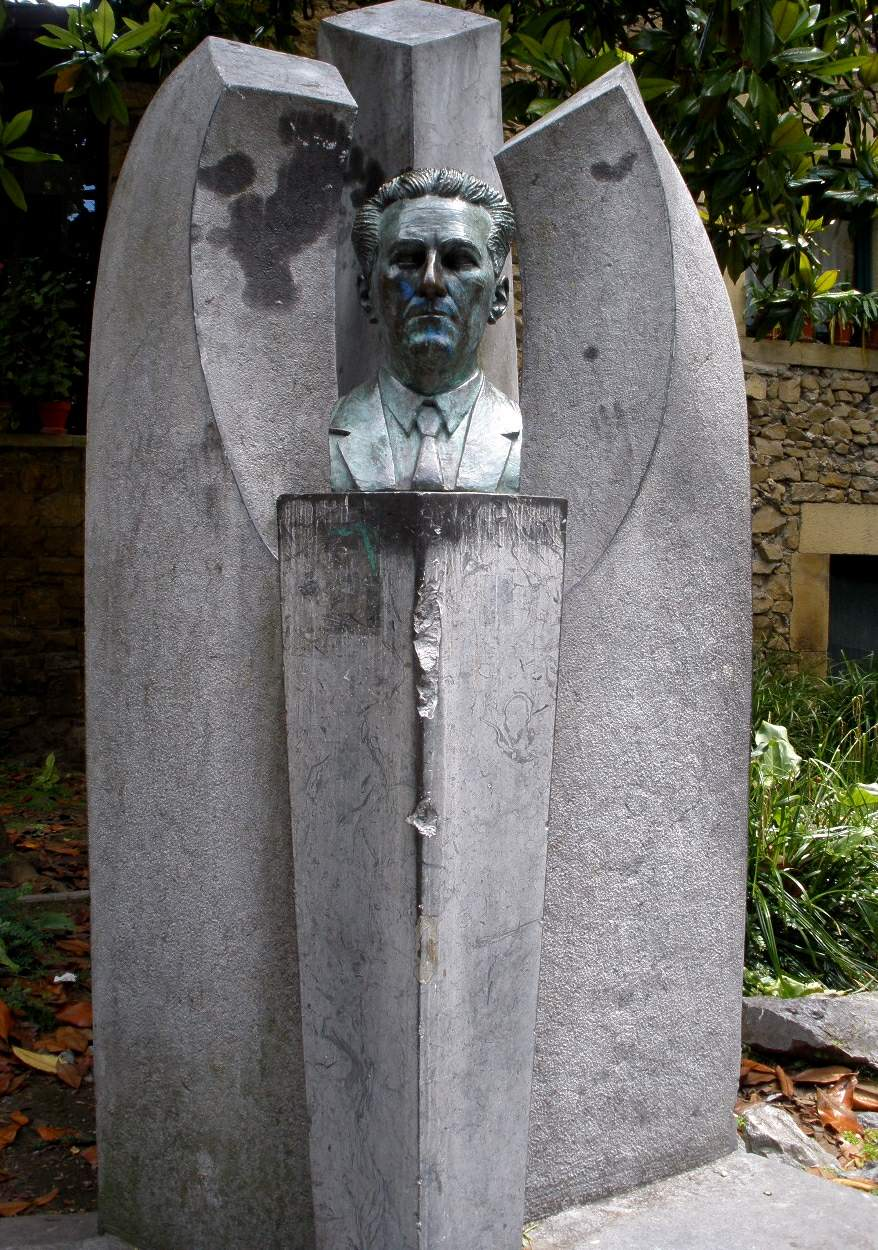
Памятник Шабьеру Лисарди в Сараусе

Умер от пневмонии 12 марта 1933 года.

## Творчество

### Основные темы
Одна из основных тем в творчестве Лисарди — тема смерти. Ранней смерти своих детей он посвятил стихотворения Otartxo utsa («Пустая колыбель») и Xabiertxo'ren eriotza («Смерть Шабьерчо»), а смерти своей бабушки — стихотворение Biotzean min dut («В моём сердце — боль»). Кроме того, в его произведениях важную роль играют темы природы, родины, родного языка и христианства.

### Произведения

#### Поэзия
- Biotz-begietan («В сердце и в глазах», 1932). В 2021 году сборник был адаптирован к современной баскской орфографии[12].
- Umezurtz olerkiak («Осиротевшие стихи», 1934, посмертное издание)

#### Драматургия
- Bi aizpak («Две сестры», 1932)
- Laño ta izar («Туман и звезда» 1932)
- Ezkondu ezin ziteken mutilla («Юноша, который не мог жениться», 1953, посмертное издание)

### Критика
При жизни Шабьер Лисарди был более популярен как драматург, чем как поэт. Кольдо Исагирре объясняет это так: «Из-за лаконичности речи и большой языковой вариативности поэзия Шабьера Лисарди была искусством для культурных людей. К сожалению, рабочий класс в его время был в основном испаноязычным, а люди, владевшие баскским языком, не получали на нём образования. Им понадобилось много лет, чтобы прикоснуться к творчеству мастера, доказавшего красоту баскского языка, и сделать поэзию меньшинства ориентиром для всего народа».
Шабьер Лете отмечает, что Лисарди был первым баскским писателем, создавшим особый поэтический язык. По мнению Габриеля Арести, «Лисарди написал золотую страницу баскской литературы, самую красивую из всех, самую блестящую».
Хосе де Аристимуньо Оласо, основатель журнала Yakintza, в статье «Поэт Хосе Мария де Агирре» (1933) написал: «Если бы нам нужно было выбрать деятелей возрождения баскского языка, ставших вехами в развитии баскской литературы, мы бы выбрали следующих: Бернарда де Эчепаре, Сабино де Арану-и-Гойри и Шабьера де Лисарди».
По словам писателя Кольдо Исагирре, достижение Лисарди состоит в том, что он заставил читателей обратить внимание на автономию поэзии в гиперполитизированной среде.
Писатель Луис Мари Мухика охарактеризовал творчество Лисарди словами Асорина: «Я — пейзаж».
Анхель Лерчунди в предисловии к книге Кирмена Урибе «Лисарди и эротизм» (1996) упомянул «канонизацию неверно истолкованного Лисарди»: «После сожжения всего человеческого измерения поэта на его пепле был воздвигнут алтарь Лисарди: родина, баскский язык, Бог, возрождение».
Хосу Ланда, редактор издательства Susa, в интервью газете Berria заявил, что его восхищают лаконичность и ритм стихов Лисарди: «Мне кажется, что больше половины стихов сегодня были бы пригодны для рэпа».

## Память
В 1961 году Эускальцайндия при поддержке Банка провинции Гипускоа учредила Премию Лисарди за поэтические произведения на баскском языке.
В 1982 году городским советом Сарауса была учреждена Премия Шабьера Лисарди за вклад в детскую и подростковую литературу на баскском языке.
Улицы и переулки, названные в честь Шабьера Лисарди, есть в Сараусе, Толосе и Сан-Себастьяне. Кроме того, в тех же городах писателю поставлены памятники.
Стихотворение Лисарди Biotzean min dut послужило основой для оратории Франсиско Эскудеро «Похороны» (1952).